# 蒂姆·萊博爾德
蒂姆·萊博爾德（德語：Tim Leibold；1993年11月30日—）是一位德國足球運動員。在場上的位置是左後衛。現效力於美國職業足球大聯盟球隊肯薩斯體育會。